# Stéphan Studer
Pour les articles homonymes, voir Studer.
Stéphan Studer né le 9 octobre 1975, est un arbitre suisse de football international.

## Carrière
Stéphan Studer commence à jouer au football au Grand-Lancy F.C., dont il devient arbitre officiel, fonction qu'il occupe toujours mais sous le nom de Lancy F.C. depuis la fusion entre le Grand-Lancy F.C. et le F.C. Lancy Sports. Il commence sa carrière dans l'arbitrage en 1999. Il fait son entrée comme arbitre du championnat de Suisse le 1er juillet 2003. Il officie en Super League dès le 1er juillet 2006, puis il est nommé arbitre international FIFA le 9 janvier 2009. Il a dirigé des matchs qualificatifs pour la coupe du monde 2010 et 2014, ainsi que des matchs qualificatifs pour les championnats d'Europe de football 2012 et 2016.